# Президентська бібліотека Рональда Рейгана

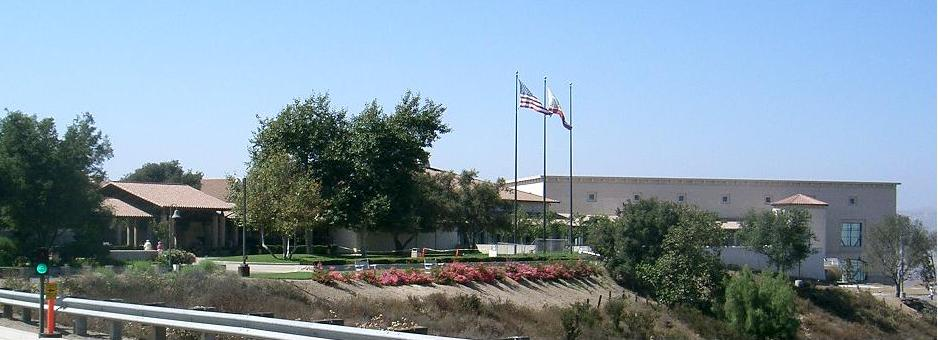

Президентська бібліотека Рональда Рейгана — президентська бібліотека і місце поховання Рональда Рейгана, 40-го президента США. Спроектована Г'ю Стаббінсом, бібліотека розташована в штаті Каліфорнія в місті Сімі-Веллі, приблизно 64 км на північний захід від центру Лос-Анджелеса. Бібліотека Рейгана — найбільша з тринадцяти федеральних президентських бібліотек. Шосе, на якому розташовується бібліотека, названо на честь 40-го президента США.

## Будівництво та відкриття
Спочатку Бібліотеку Рейгана планували побудувати в Стенфордському університеті. Дозвіл на будівництво було отримано в 1984 році. Пізніше, в 1987 році, було прийнято рішення про перенесення будівництва бібліотеки в місто Сімі-Веллі. Будівництво почалося в 1988 році. Відкриття відбулося 4 листопада 1991 року. Вперше в історії Сполучених Штатів Америки 5 президентів США зібралися в одному місці. Серед них були: Річард Ніксон, Джеральд Форд, Джиммі Картер, Рональд Рейган і Джордж Буш старший. Так само на відкритті були присутні перші леді: «Леді Берд» Джонсон, Пет Ніксон, Бетті Форд, Розалін Картер, Ненсі Рейган і Барбара Буш. На відкритті не була присутня тільки колишня перша леді Жаклін Кеннеді Онассіс.

## Інфраструктура
На момент відкриття бібліотека Рейгана була найбільшою з усіх президентських бібліотек. Її площа становить приблизно 14200 м2. Перше місце вона утримувала до 18 листопада 2004 коли була відкритий Президентський центр Клінтона і парк в місті Літл-Рок, штат Арканзас.
З відкриттям павільйону Борта номер один площею 8 400 м2 в жовтні 2005 року бібліотека імені Рейгана знову стала найбільшою за площею. Тим не менш, бібліотека Клінтона залишилася найбільшою за кількістю матеріалів (документів, фотографій та ін.). Як і інші президентські бібліотеки з часів Франкліна Рузвельта, бібліотека Рейгана була побудована на приватні пожертвування в сумі 60000000 доларів. Основними спонсорами стали Вальтер Анненберг, Лев Вассерман, Лодврік Кук, Джо Олбріттон, Руперт Мердок, Річард Сіллс, Джон Макговерн. У 2007 році бібліотеку Рейгана відвідало понад 305 000 людини, що робить її другою за відвідуваністю бібліотекою після бібліотеки Лінкольна, яку відвідали понад 440 000 осіб за 2006 рік.
Президентська бібліотека Рейгана перебуває у віданні Національного управління архівів і документації і є сховищем записів для президентської адміністрації Рейгана. Фонд включає 50 млн сторінок президентських документів, понад 1600000 фотографій, півтора мільйона футів кіноплівки і десятки тисяч аудіо- і відеокасет. У бібліотеці також знаходяться особисті документи Рейгана, починаючи того часу, коли він обіймав посаду губернатора Каліфорнії.

## Виставки
Постійна експозиція охоплює все життя президента Рейгана, починаючи з його дитинства в місті Діксон штату Іллінойс, охоплює його кар'єру в кіно і військову службу, шлюб з Ненсі Рейган і політичну кар'єру. На виставці «Citizen Governor» представлена промова Рейгана «A Time for Choosing», яка відображає його восьмирічний термін на посаді губернатора. Виставка включає в себе Форд Мустанг 1965 випуску, що використовувався Рейганом під час першої губернаторської кампанії, інавгураційний костюм, а також стіл, за яким він працював на посаді губернатора. Виставка містить інформацію про президентські компанії 1980 і 1984 років, матеріали про замах 1981 року. Як і інші президентські бібліотеки, в бібліотеці Рейгана знаходиться копія овального кабінету в масштабі один до одного. Інша частина виставки присвячена ранчо Рейгана, президентської резиденції Кемп-Девід, життя в Білому домі і першою леді Ненсі Рейган.

### Зникнення експонатів
8 листопада 2007 офіційні особи національного архіву бібліотеки Рейгана повідомили про недостачу експонатів. Близько 80000 експонатів було вкрадено або загубилося в стінах величезного музейного комплексу. Музейна охорона не справлялася зі своїми обов'язками, що робило експонати уразливими для крадіжки. Багато президентських бібліотек відчували брак фінансових коштів. Відділ національного архіву, що відповідає за бібліотеку Рейгана мав найсерйозніші проблеми з бібліотечним фондом. Бібліотека почала масштабний проект інвентаризації.

## Павільйон Борта номер один
Виставковий ангар площею 8400 м2 служить місцем для постійної виставки літаків Боїнг-707, що використовувалися як Борт номер один під час президентства Рейгана. Літак SAM 27000 також був використаний шістьма іншими президентами в період з 1973 по 2001 роки, включаючи Річарда Ніксона, Джеральда Форда, Джиммі Картера, Джорджа Буша старшого, Білла Клінтона і Джорджа Буша молодшого. У 1990 році він став резервним літаком після того, як йому на зміну прийшов Боїнг 747. Боїнг-707 був відправлений на пенсію в 2001 році. Літак був доставлений в міжнародний аеропорт Сан-Бернардіно у вересні 2001 року, де він був переданий Фонду Рейгана. Виробник літака Boeing транспортував літак в бібліотеку по частинах. Після зведення павільйону літак знову зібрали як музейний експонат і поставили на п'єдестал заввишки 7,6 м.
Павільйон був відкритий 24 жовтня 2005 президентом США Джорджем Бушем, першої леді Лорою Буш і Ненсі Рейган. SAM 27000 є частиною виставки, де представлені засоби пересування, якими користувався Рейган. Виставка включає в себе вертоліт Sikorsky VH-3 Sea King, з позивним Marine One, президентський лімузин, поліцейську машину Лос-Анджелеса (а також два поліцейських мотоцикла 1980-х років), транспортний засіб секретної служби, що використовується в одному з кортежів президента Рейгана в Лос-Анджелесі.
На виставці також представлені експонати, що розповідають про холодну війну і численних подорожах Рейгана на борту Air Force One. 9 червня 2008 міністр освіти Маргарет Спеллінг разом з Ненсі Рейган відкрили Рейгана виставку, розташовану в павільйоні Борта номер один. Центр являє собою інтерактивну виставку, в якій діти з п'ятого по восьмий клас беруть участь у рольових іграх, заснованих на подіях періоду президентства Рейгана. Павільйон кілька разів був використаний як місце проведення телевізійних дебатів Республіканської партії.

## Центр зі зв'язків з громадськістю
Бібліотека Рейгана була місцем проведення великої кількості заходів, включаючи похорон Рональда Рейгана в червні 2004 року, перші передвиборні республіканські дебати кандидатів у президенти в 2008. 23 травня 2007 держсекретар Кондоліза Райс і міністр закордонних справ Австралії Александер Даунер провели прес-конференцію. 17 липня 2007 Рональд Рейган отримав вищу нагороду Польщі, орден Білого Орла. Президент Польщі Лех Качинський вручив орден місіс Рейган.

### Похорон Рональда Рейгана
Після смерті тіло Рейгана було перевезено в бібліотеку Рейгана 7 червня 2004. Багато людей вишикувалися вздовж вулиць, щоб проводити в останню путь свого президента. Панахида відбулася в бібліотеці. У ній брали участь Ненсі Рейган, діти Рейгана, близькі родичі та друзі. З 7 по 9 червня тіло Рейгана лежало у фоє бібліотеки. Попрощатися з президентом прийшли 105000 чоловік.
Потім тіло перевезли в Вашингтон, округ Колумбія, де відбулися прощання в ротонді Капітолію і національна панахида у Вашингтонському національному соборі, після чого труна з тілом Рейгана була повернута в бібліотеку в Каліфорнії для поховання. У план будівництва бібліотеки були включені могили для можливого поховання Рейгана і його дружини. Рано вранці 12 червня 2004 Рейган був похований у підземному сховищі.